# قلعة عتليت

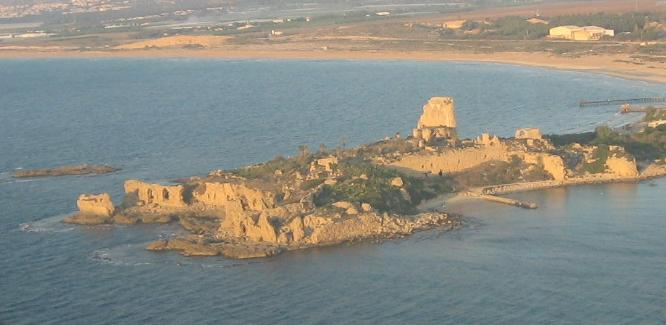
منظر جوي لقلعة عتليت

قلعة عتليت (بالفرنسية: Château Pèlerin (شاتو بيليران، أي قلعة الحاج)، وبالعبرية: מבצר עתלית) هي قلعة تقع على ساحل البحر المتوسط على بُعد حوالي 13 كيلومترًا جنوب حيفا. بدأ بناءها فرسان الهيكل (الداوية) سنة 1218، أثناء الحملة الصليبية الخامسة، لتحل محل قلعة أقدم كانت أبعد قليلًا من الساحل، ولتصير واحدة من أهم الحصون الصليبية، بقدرتها على احتواء وإعاشة عدد يصل إلى أربعة آلاف جندي تحت الحصار. انتزعها المماليك في أغسطس 1291، بعد فترة وجيزة من فتح عكا، وظلت أطلالها صامدة حتى دمرها زلزال الجليل سنة 1837. تقع أطلال القلعة حاليًا ضمن منطقة تدريب خاصة بقوات الكوماندوز البحريين الإسرائيلية. يصفها أحد المؤرخين بأنها «أكمل مثال للعمارة الحربية الصليبية».

## القلعة

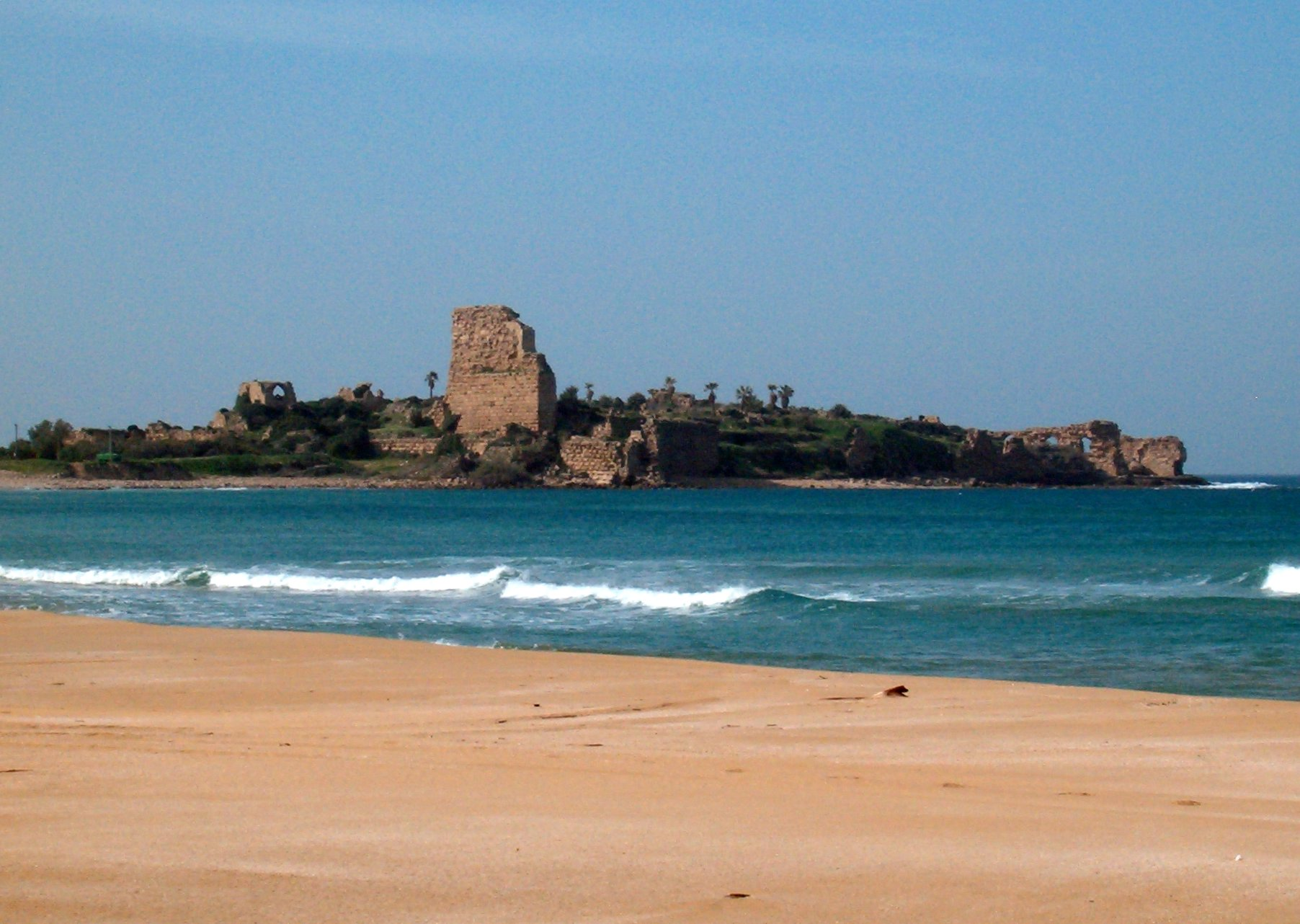
قلعة عتليت

بنيت القلعة على لسان من اليابسة يمتد نحو البحر، وكان لها سوران رئيسان يفصلان القلعة من الأرض المحيطة:
- السور الخارجي: ارتفاعه حوالي 15 مترًا وسمكه ستة أمتار، وتعلوه ثلاثة أبراج تفصلها عن بعضها البعض مسافة 44 مترًا تقريبًا.
- السور الداخلي: ارتفاعه حوالي 30 مترًا وسمكه 12 مترًا، ويعلوه برجان ارتفاع الواحد منهما 34 مترًا.

ونظرًا لأن السور الداخلي كان أكثر ارتفاعًا من الخارجي، فقد بإمكان المدافع عن القلعة التصويب نحو مهاجميه الموجودين خارج القلعة من فوق السور الخارجي، الذي كان يكفل له قدرًا كبيرًا من الحماية من سهام المهاجمين.
كان تصميم القلعة يضم مرسى حصينًا للسفن جنوب لسان اليابسة الذي تقع القلعة عليه، كما كانت بداخله ثلاثة آبار توفر الماء العذب لجنوده، وكان بإمكان القلعة إعاشة عدد يصل إلى أربعة آلاف جندي تحت ظروف الحصار، وقد حدث ذلك بالفعل سنة 1220م. وكان موقع القلعة يضمن السيطرة على الطريق الساحلي وعلى المناطق الزراعية المحيطة، التي كانت تمد القلعة باحتياجاتها من المؤن والمال، كما كانت القلعة توفر الحماية للحجاج المسيحيين المتوجهين إلى بيت المقدس. ويرجح أن القلعة اكتسبت اسمها الفرنسي (قلعة الحاج) بسبب تطوع بعض الحجاج في بنائها.

## فترة الحروب الصليبية
ظلت القلعة في أيدي فرسان الهيكل (الداوية) زمنًا طويلًا ولم تسقط لحصانة موقعها وقوة تصميمها وإمكانية حصولها على الإمدادات عبر البحر. وقد حاصرها الأيوبيون بقيادة المعظم عيسى سنة 1220، كما حاصرها المماليك بقيادة الظاهر بيبرس سنة 1265، ودُمرت مدينة عتليت الحصينة التي كانت قد نشأت حولها، غير أن القلعة ظلت في يد الداوية. وفي أعقاب فتح عكا وسقوط مملكة بيت المقدس على يد المماليك بقيادة الأشرف خليل بن قلاوون، فقد فرسان الهيكل دورهم الأساسي في الدفاع عن الأراضي المقدسة وتأمين الحجاج المسيحيين، وصار السبيل الوحيد لإمداد القلعة عبر البحر فقط، فأخلى الصليبيون القلعة في الفترة بين 3 و14 أغسطس 1291، لتكون قلعة عتليت هي آخر المعاقل الصليبية في فلسطين سقوطًا في أيدي المسلمين.

## العصران المملوكي والعثماني

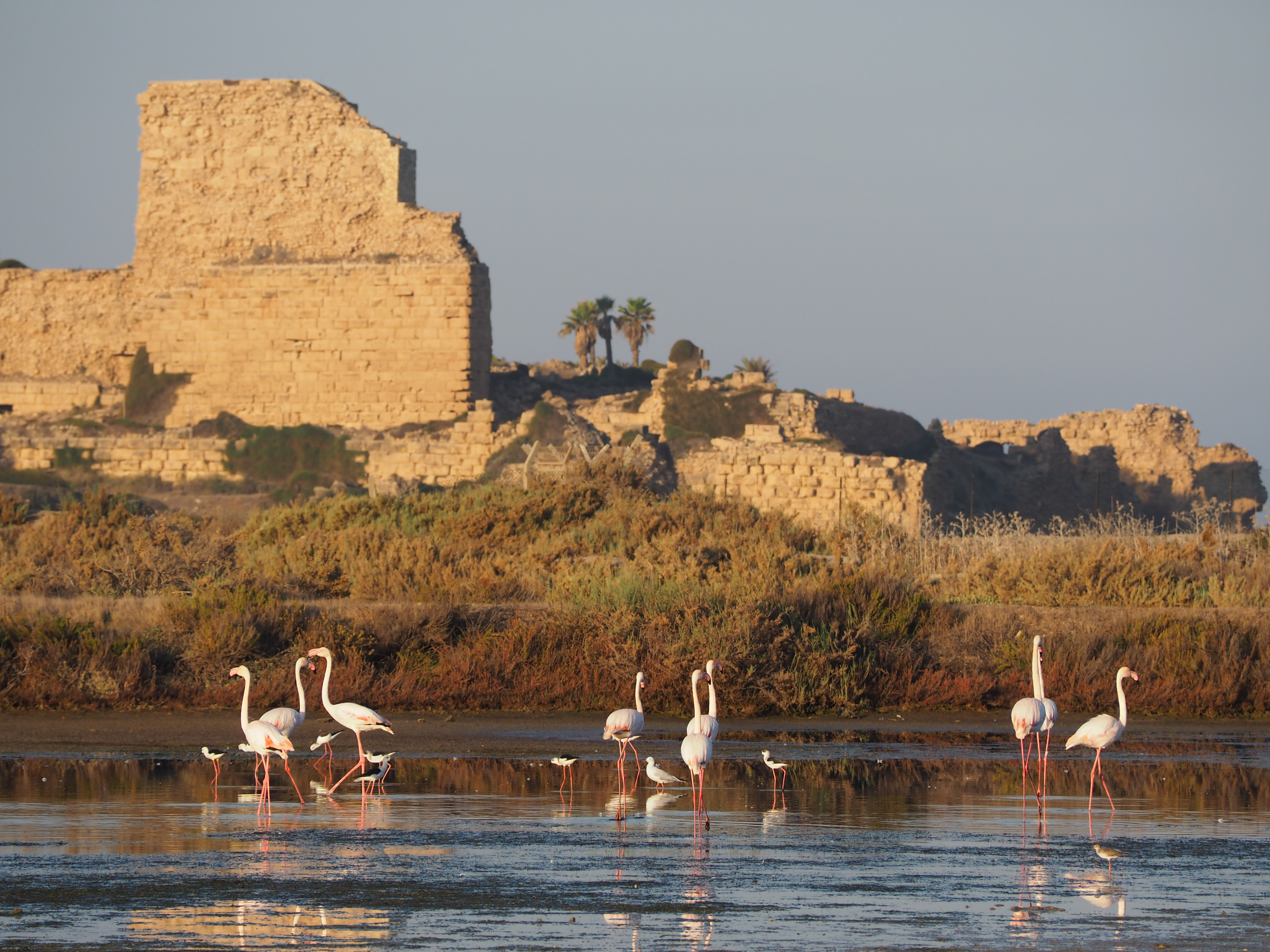

لم يدمر المماليك قلعة عتليت كما كانت عادتهم مع الحصون الصليبية بعد الاستيلاء عليها، وظلت القلعة في حالة جيدة حتى تضررت بشدة من زلزال الجليل الذي ضرب المنطقة سنة 1837، كما ساعد قائد الجيش المصري إبراهيم باشا بن محمد علي في دمار القلعة باستخدام حجارتها سنة 1840 لتحصين عكا.

## فترة الانتداب البريطاني
في عهد الانتداب البريطاني على فلسطين، جرت بعض الحفريات في منطقة القلعة بين عامي 1930 و1934، كما استخدمت سلطات الانتداب القلعة لإيواء المهاجرين غير الشرعيين من اليهود في أواخر فترة الانتداب.

## بعد الاحتلال الإسرائيلي

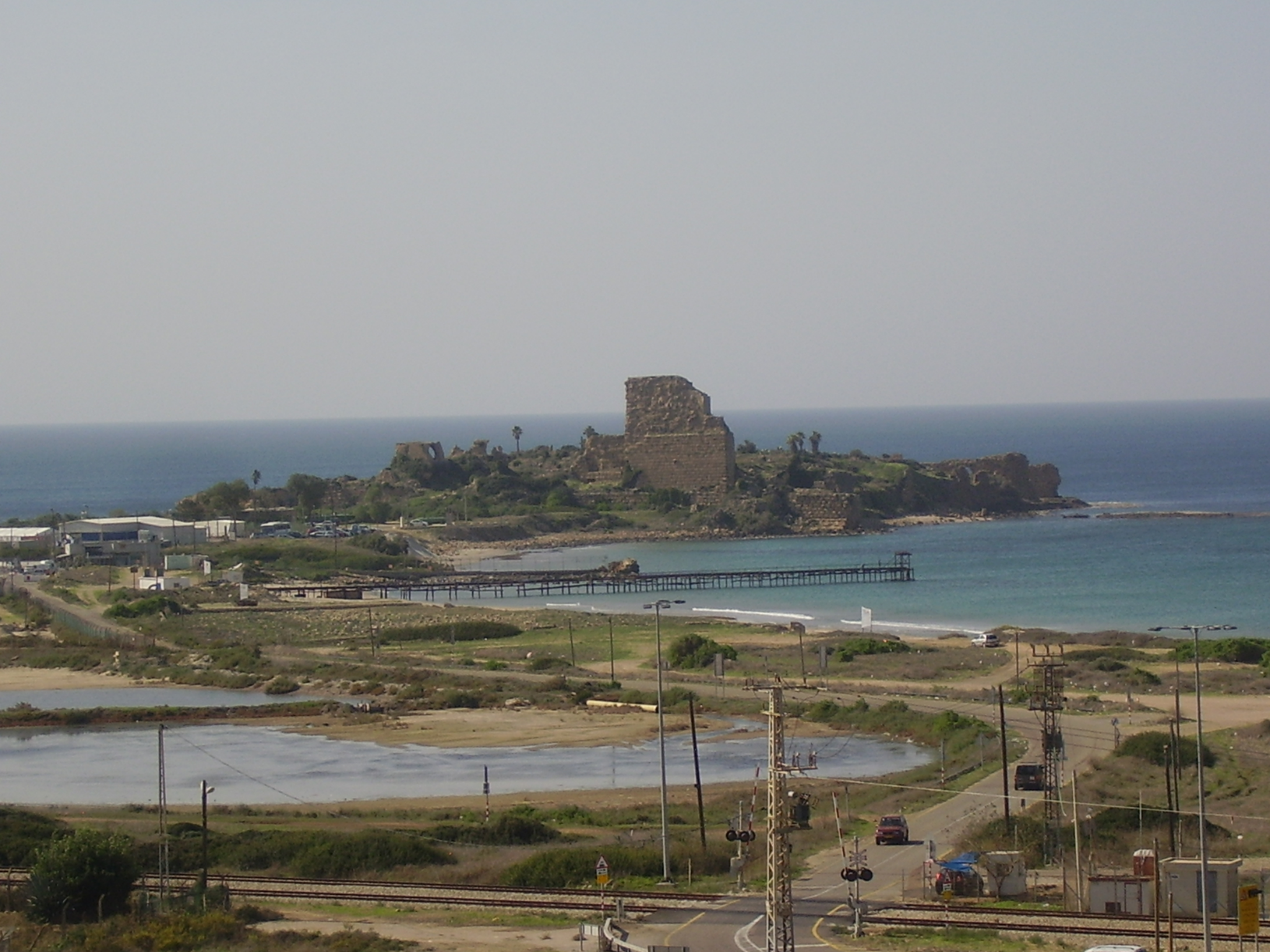
قلعة عتليت والمنطقة المحيطة

تقع القلعة حاليًا ضمن منطقة عسكرية مغلقة تستخدم كمنطقة تدريب لقوات الكوماندوز البحرية الإسرائيلية، وهو ما يجعلها مغلقة أمام الجمهور.